# Róża Etkin-Moszkowska

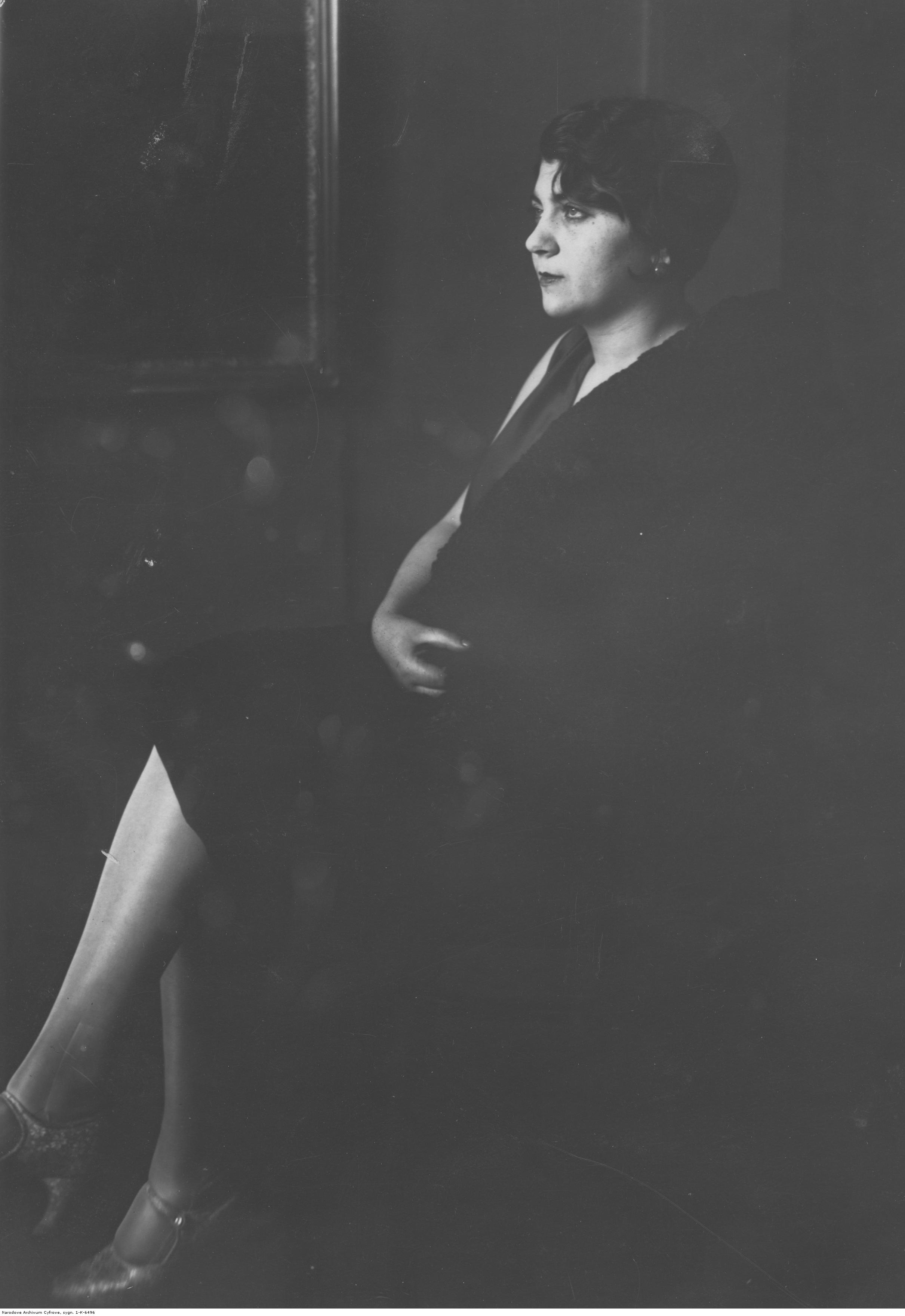
Róża Etkin en 1927

Róża Etkin (1908, Varsovia – 16 de enero de 1945; Varsovia), conocida después del matrimonio como Róża Etkin-Moszkowska, fue una pianista polaca..
Etkin, quién mostró un considerable temprano talento en su vida, era el más joven concursante en el primer Concurso Internacional de Piano Fryderyk Chopin, donde obtuvo el 3.er premio. Fue alumna de Aleksander Michałowski y de Zbigniew Drzewiecki en Varsovia. Durante el principio de los años de 1930s se instaló en Berlín para estudiar con el profesor Moritz Mayer-Mahr. Desarrolló un repertorio muy amplio, incluyendo las sonatas tardías de Beethoven, los conciertos de Rajmáninov, las variaciones Goldberg,  las obras de Prokófiev  y de Karol Szymanowski, y los arreglos de Godowsky  de los valses de Chopin. Interpretaba mucho a Chopin, y recibió  críticas muy aprobatorias de su interpretación del primer concierto para piano (en mi menor, op. 11). Realizó varias grabaciones, algunas producidas bajo el sello Berlin Tri-Ergon.
Etkin se casó con Ryszard Moszkowski, sobrino del compositor Moritz Moszkowski. Ambos fueron asesinados por soldados alemanes en el distrito Żoliborz de Varsovia. Cuando el ejército alemán se retiraba de Varsovia el 16 de enero de 1945, un soldado lanzó una granada a un refugio donde ellos y muchas otras personas se habían cobijado.